# Клинтон (Мејн)
Клинтон (енгл. Clinton) насељено је место без административног статуса у америчкој савезној држави Мејн.

## Демографија
По попису из 2010. године број становника је 1.419, што је 114 (8,7%) становника више него 2000. године.
| Група             | 2000.         | 2010.         |
| Белци             | 1.285 (98,5%) | 1.361 (95,9%) |
| Афроамериканци    | 1 (0,1%)      | 13 (0,9%)     |
| Азијати           | 0 (0,0%)      | 2 (0,1%)      |
| Хиспаноамериканци | 10 (0,8%)     | 18 (1,3%)     |
| Укупно            | 1.305         | 1.419         |